# Compañía de San Pablo
La Compañía de San Pablo (C.S.P) es un instituto secular de derecho pontificio fundado en 1920  por el presbítero Juan Rossi con la aprobación del Cardenal Andrea Carlo Ferrari quien fuera Arzobispo de Milán.  Se define a sí misma como una comunidad constituida por laicos y sacerdotes que animados del espíritu de San Pablo intentan vivir una total donación de sí mismos a Dios participando de la misión evangelizadora de la Iglesia. Los miembros del instituto son conocidos como paulinos.

## Historia de la compañía
Los orígenes de la compañía de San Pablo están vinculados a la ciudad de Milán y con la realidad italiana de los primeros años del siglo XX. En 1925 el papa Pío XI confió a esta comunidad la gestión administrativa del Osservatore Romano y esto determinó que la nueva experiencia apostólica fuera conocida más allá de las fronteras del país de origen. Además Pío XI aprobó la compañía (1926) como una sociedad de vida común sin votos.Los primeros paulinos se destacaron por un empeño de carácter social. Crearon escuelas profesionales, organizaron los círculos juveniles, promovieron la creación de bibliotecas, comedores populares y casas de asistencia para madres solteras. En un contexto histórico colocado entre las dos guerras mundiales y en una situación de carencia y necesidad la obra de la compañía conquistó el interés de la sociedad y se convirtió en un puente de unión entre creyentes y ateos.
Desde la primera mitad de los años 1920 se comienza a manifestar el fenómeno nuevo del turismo religioso. Surgieron las primeras peregrinaciones a Tierra Santa y hacia santuarios Marianos.  La compañía intervino con la creación del ente de Peregrinaciones Paulinas con el intento de acercar un mayor número de personas hacia la fe. Otra preocupación de la comunidad de San Pablo en sus orígenes fueron los medios de comunicación social, en 1924 se crearon los primeros periódicos católicos italianos como "La Fiesta" y "El Avvenire de Italia".

## Dimensión internacional
En poco tiempo desde Milán la comunidad se extiende a Venecia, después a Génova hasta alcanzar un ámbito internacional con la presencia en París, Jerusalén, Buenos Aires, Montevideo, Santiago de Chile y Washington. El 30 de junio de 1950 la compañía de San Pablo obtiene del papa Pío XII el reconocimiento canónico de instituto secular de derecho pontificio.

## La compañía de San Pablo en Argentina
Los primeros paulinos desembarcaron en Buenos Aires en 1927 fundando la obra cardenal Ferrari que dedicó una particular atención al mundo universitario. Una de las fundadoras fue la escritora y política demócrata cristiana Angélica Felisa Fuselli. En 1930 se fundó el instituto grafotecnico considerada la primera escuela de periodismo de América Latina. Siempre en el entorno de la obra se organizaron grupos católicos de Boys scout y se estructuró la acción católica argentina.
“En 1929 en Gerli en una capilla católica de la Compañía de San Pablo (hoy es la parroquia San José de los Obreros) el Ingeniero Armando Fischer abre un Grupo Scout que dura hasta fines de 1930. Pero no se desalienta y el 7 de diciembre de 1933 con 12 chicos abre el Grupo Scout "Cardenal Ferrari" en la calle Belgrano 2600 de Capital junto a Julia Hechart, José María Supino, Alfonso Rafaelli y el padre José Guerini. Al poco tiempo regresan al lugar original en Gerli”.
La Asociación OBRA CARDENAL FERRARI recibió la personería jurídica del entonces presidente de la Nación Dr. Hipólito Yrigoyen el 08/07/1930 y desde entonces ha desplegado una prolífica actividad multiplicada en obras de carácter social, cultural, religioso: 
Sociedad Taller Gráfico Cardenal Ferrari S.A.; L.O.W. Radio Cardenal Ferrari; Instituto Cinematográfico Cardenal Ferrari; Escuela de Artes y Oficios Manuel Belgrano; Bibliotecas Populares; Ateneo Juvenil; Hogar de la Joven; Taller Stella Maris; Consultorio Félix Lavié; Jardín de Infantes en Gerli; Hogares Matilde G. de Naviera; Comisión católica de Migraciones; La Entidad Viajes Educativos Sociales (E.V.E.S.); Centro Asistencial “Los Tranvías”; y muchas más.
La influencia de la compañía en algunos sectores de la sociedad porteña como las fuerzas armadas hicieron que el gobierno del general Pedro Eugenio Aramburu  confiara a la comunidad de San Pablo el destino del cadáver de Eva Duarte de Perón. El cuerpo embalsamado de Evita fue trasladado a Milán con el falso nombre de María Maggi de Magistris donde permaneció sepultado por 14 años hasta 1973  cuando fue entregado por el gobierno argentino al general Juan Domingo Perón en su residencia de Madrid.

## El carisma Paolino
El carisma se encuentra especificado en el artículo segundo de las nuevas constituciones.La compañía de San Pablo se propone de elevar humanamente y de animar con espíritu evangélico las actividades sociales e individuales de la vida. Sus miembros tienen el deber de estar atentos a los problemas contemporáneos intentando interpretar los signos de los tiempos y dar una respuesta que exprese una novedad y un servicio a la luz del evangelio. El ejemplo es San Pablo que se hizo todo para todos.

## La relación con la Santa Sede
En su ya casi centenaria historia el instituto fue colocado tres veces bajo la tutela de delegados pontificios. El primero fue el cardenal Arcadio María Larraona en la década de 1940. El segundo, el Cardenal Arzobispo Francesco Coccopalmerio durante la segunda mitad de los años 90. Por último el canonista presbítero Carlos Azzimonti del clero ambrosiano. La compañía de San Pablo tuvo también diversas constituciones "ad sperimentum". Las normas canónicas aprobadas el 10 de enero del 2010 le permitieron al instituto nombrar a una mujer por primera vez como Presidente. Fue durante este periodo que la Sede Apostólica solicitó a los paulinos definir y aclarar la naturaleza jurídica de la comunidad y propuso una nueva reforma de las constituciones. El 14 de septiembre de 2012 la sagrada congregación para los institutos seculares y la vida consagrada con un decreto prot.n.I.s 6504A/12 les otorgaba los nuevos estatutos renovados. La compañía quedaba así dividida en dos secciones autónomas: una de hombres y mujeres, sección laical y la otra solo sacerdotal.

## Los presidentes de la compañía de San Pablo
- Pbro Juan Rossi . 1921- 1932
- Pbro Juan Penco.  1932- 1940
- Cardenal Arcadio Larraona 1940- 1945
- Pbro Ercole Gallone 1945 - 1956
- Pbro Ulderico Pascual Magni 1956 - 1965
- Pbro julio Madurini. 1965-1983
- Pbro Roberto Osculati. 1983 - 1988
- Pbro pierluiggi Boracco. 1988 - 1995
- Cardenal Francesco Coccopalmerio 1995 - 2006
- Doctora Sara Ponte 2006- 2009
- Pbro Carlo Azzimonti 2009 - 2012
- Doctora Paola Segato 2012 –